# بلدية قطر ورحمة
بلدية قطر ورحمة إحدى بلديات محافظة العقبة، تضم مناطق قطر ورحمة.